# دراخکوو
دراخکوو (به چکی: Drachkov) یک منطقهٔ مسکونی در جمهوری چک است که در ناحیه ستراکونیتسه واقع شده‌است. دراخکوو ۳٫۳۹ کیلومتر مربع مساحت و ۱۵۷ نفر جمعیت دارد و ۴۵۰ متر بالاتر از سطح دریا واقع شده‌است.